# Surinamita
La surinamita és un mineral de la classe dels silicats, que pertany al supergrup de la safirina. Anomenada així pel país «Surinam», on fou descoberta. Només el politip 1M es coneix en la natura. El seu anàleg sense beril·li es coneix com a UM1988-26-SiO:AlMg.

## Característiques
La surinamita és un silicat de fórmula química (Mg,Fe)₃Al₄BeSi₃O16.
Segons la classificació de Nickel-Strunz, la surinamita pertany a «09.DH - Inosilicats amb 4 cadenes senzilles periòdiques, Si₄O₁₂» juntament amb els següents minerals: ohmilita, haradaïta, suzukiïta, batisita, shcherbakovita, taikanita, krauskopfita, balangeroïta, gageïta, enigmatita, dorrita, høgtuvaïta, krinovita, makarochkinita, rhönita, serendibita, welshita, wilkinsonita, safirina, leucofanita, khmaralita, deerita, howieïta, taneyamalita, johninnesita i agrel·lita.

## Formació i jaciments
S'ha descrit en gneisos milonítics i mesopertítics, probablement formats en fàcies metamòrfiques tipus granulita d'alta pressió que afectaren roques alumíniques (Surinam); en segregacions riques en sil·limanita en pegmatites (Antàrtida); i com a pseudomorf de cordierita (Zàmbia). Es troba associada a biotita, cianita, sil·limanita i espinel·la (Surinam); quars, sil·limanita i safirina (Antàrtida); cordierita (Zàmbia).